# 3 Speed
"3 Speed" är en låt och singel av Eels. Låten kommer från albumet Electro-Shock Blues från 1998 men släpptes först år 2003. Singeln utkom endast i USA.

## Låtlista
1. 3 Speed (Radio Edit)
2. 3 Speed (LP-version)